# Laufendes Gut

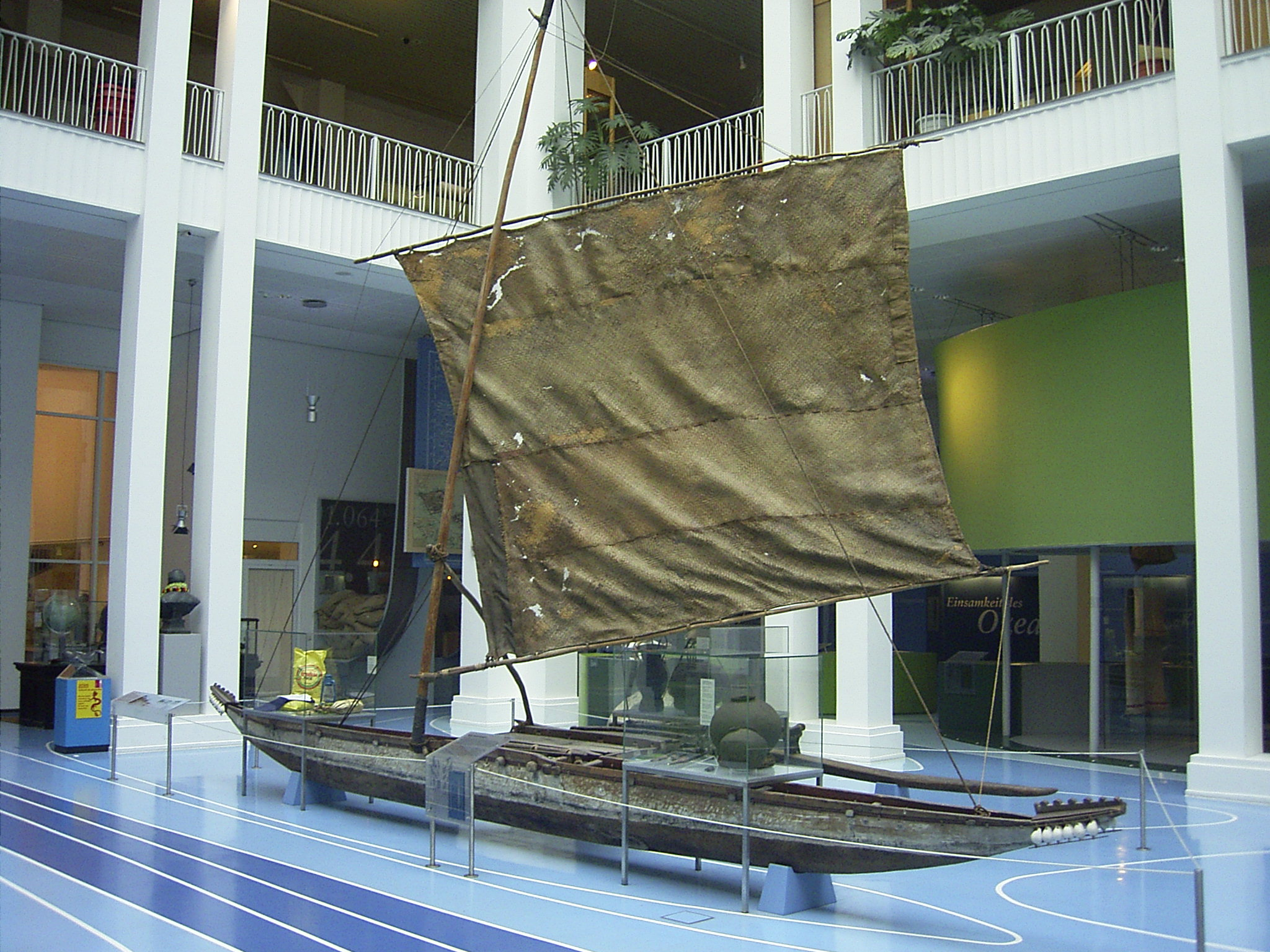
Einfaches Rigg mit wenigen Bedienelementen

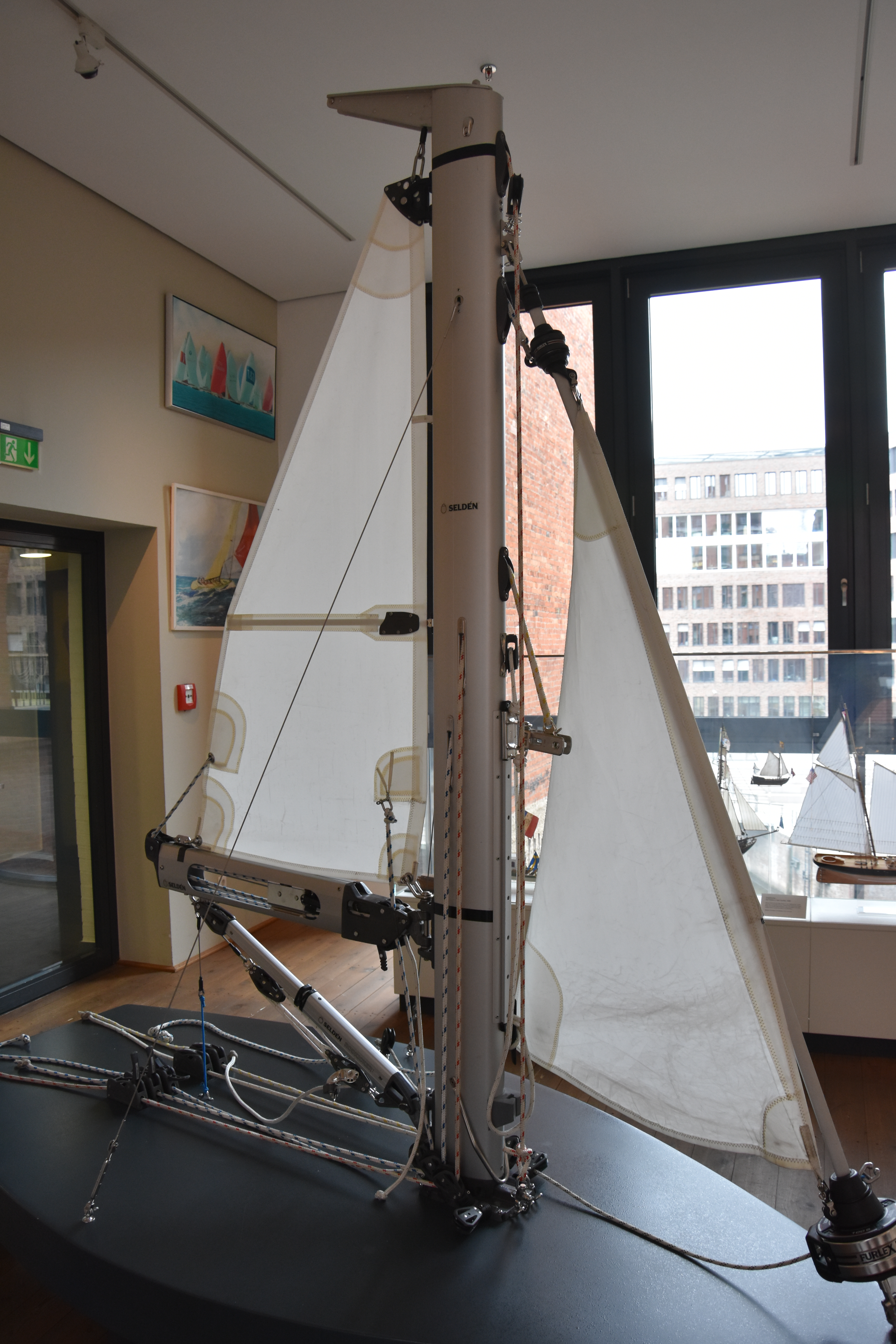
Modell eines modernen Riggs. Abgesehen von der Länge sind die Bauteile echt.

Als laufendes Gut bezeichnet man in der Schifffahrt alles Tauwerk, das zum Bewegen der Segel oder der mit diesen verbundenen Spieren dient, zusätzlich aber auch alle Taue und Taljen, welche nicht an beiden Enden angeschlagen sind, sondern durch Blöcke geschoren sind und bewegt werden können.
Der Begriff leitet sich aus der inzwischen veralteten Bezeichnung „Gut“ für Tauwerk sowie der Eigenschaft, dass es beweglich ist, also „läuft“, her. Vom laufenden wird das stehende Gut unterschieden.
Das laufende Gut besteht meistens aus Seilen, Teile wie die Taljen oder Vorläufer können aber auch aus Draht oder Kette sein. Die Menge des laufenden Gutes ist eng mit der Takelage eines Schiffes verbunden. Die ersten besegelten Boote dürften mit sehr wenig Tauwerk ausgekommen sein, so wie es bei der Expedition mit der Kon-Tiki angenommen wurde. Hier sind lediglich ein Fall zum Setzen des Segels sowie die Schoten zum Steuern desselben vorhanden.

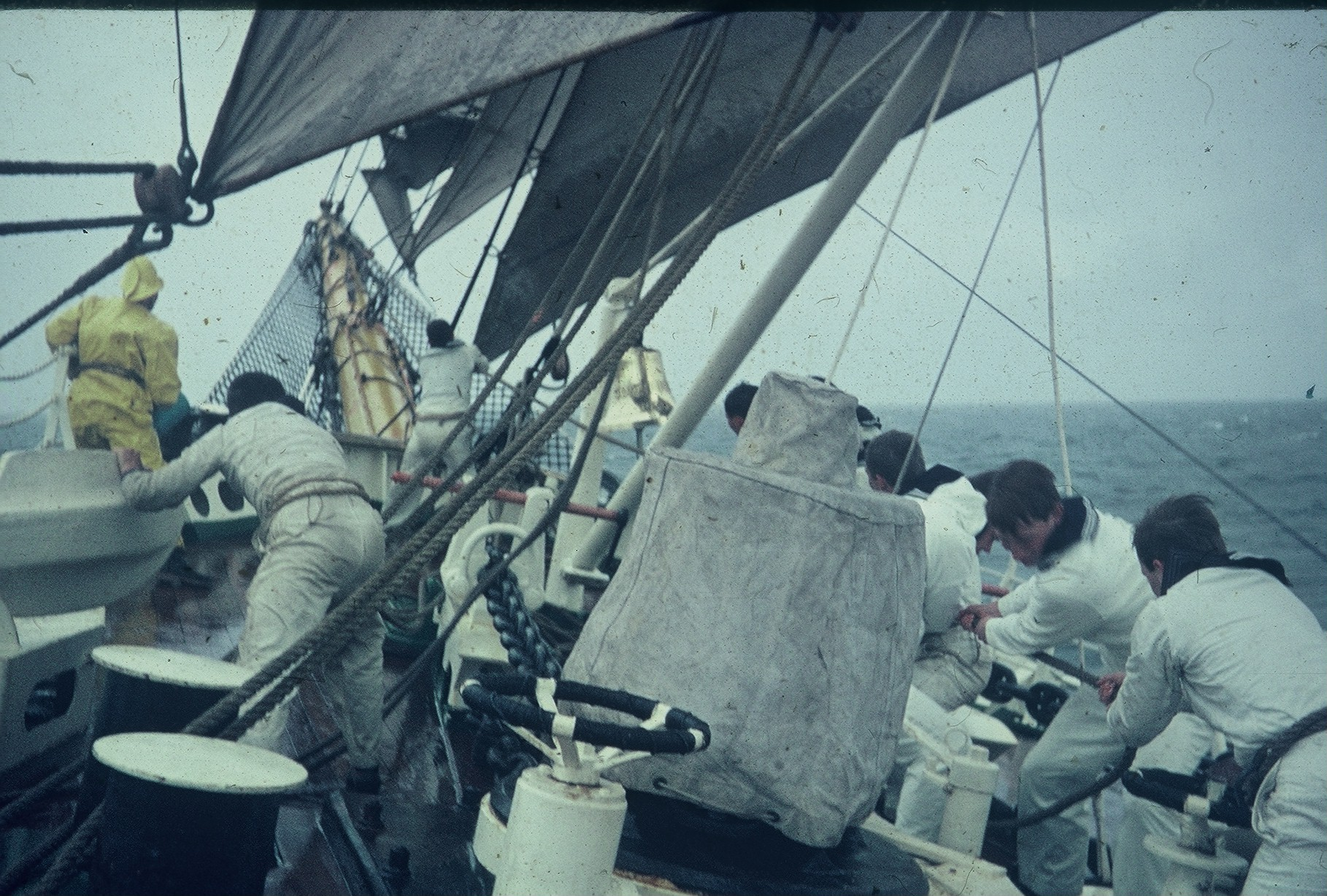
„Tauziehen“ am Niederholer des Außenklüvers der Gorch Fock

Im Rahmen der Entwicklung der Segelschifffahrt erhöhte sich die Anzahl der Segel sowie ihrer Bedienelemente immer mehr, so dass auch immer mehr spezielle Taue notwendig waren. So dienten Brassen zum seitlichen Drehen, Toppnanten vertikalen Ausrichten der Rahen, Geitaue und Gordinge zum Setzen und Bergen der entsprechenden Segel von Rahsegeln von Deck aus, Niederholer halfen, große Stagsegel wieder zu bergen, Refftaljen vereinfachten das Verkleinern der Segelfläche und Bullentaljen verhinderten ein plötzliches Umschlagen von Bäumen.
Mit der Entstehung des modernen Segelsports änderten sich erneut die Ansprüche, so dass bestimmte Teile des laufenden Gutes überdimensioniert waren, andererseits aber auch erhöhte Ansprüche an die Schnelligkeit der Yachten entstanden. So kamen neue Taue hinzu, die dem sogenannten Segeltrimm dienen, also der Anpassung der Segelstellung beziehungsweise des Segelprofils an Wind, Kurs und Seegangsverhältnisse. Hierzu zählen unter anderem der Baumniederholer, der ein unkontrolliertes Steigen des Großbaums verhindern soll oder besonders ausgefeilte Spannvorrichtungen für das Segel wie Cunninghamstrecker.